# Islamismo e democracia
Existem vários pontos de vista sobre a relação entre o islã e a democracia entre teóricos políticos islâmicos, autores ocidentais e o público muçulmano em geral. O islã e a democracia são dois conceitos distintos, mas que podem coexistir de diferentes maneiras, dependendo da interpretação e implementação das práticas islâmicas, tradições culturais, histórico político e circunstâncias socioeconômicas de cada país.
Existem diferentes perspectivas do islã em relação à governança e à relação entre religião e política. Alguns muçulmanos defendem a ideia de que o islã oferece princípios democráticos e valores compatíveis com a democracia. Eles argumentam que noções como ʻadl (justiça social), maslaha (participação popular) e shura (consulta) são importantes no islã e podem ser incorporadas em sistemas democráticos.
Em alguns países de maioria muçulmana como, por exemplo, Indonésia, Malásia ou Albânia, existem sistemas políticos democráticos. Esses países têm constituições que garantem direitos e liberdades fundamentais, eleições regulares e processos democráticos para a tomada de decisões.
No entanto, também há países de maioria muçulmana que têm sistemas políticos não democráticos, onde há restrições às liberdades individuais e aos direitos humanos. Alguns desses países usam a religião como base para justificar uma forma de governo autoritário.

## Conceitos políticos tradicionais

### Corão
Democratas muçulmanos, incluindo Ahmad Moussalli (professor de ciência política na Universidade Americana de Beirute), argumentam que os conceitos do corão apontam para alguma forma de democracia, ou pelo menos longe do despotismo. Esses conceitos incluem shura (consulta), ijma (consenso), al-hurriyya (liberdade) e al-huqquq al-shar'iyya (direitos legítimos). Por exemplo, shura (Al-i-Imran – Corão 3:159, Axura – Corão 42:38) pode incluir a eleição de líderes para representar e governar em nome da comunidade. O governo do povo não é, portanto, necessariamente incompatível com o governo do islã, embora também tenha sido argumentado que o governo de uma autoridade religiosa não é o mesmo que o governo de um representante de Deus. Este ponto de vista, no entanto, é contestado por muçulmanos mais tradicionais. Moussalli argumenta que os governos islâmicos despóticos abusaram dos conceitos corânicos para seus próprios fins: "Por exemplo, shura, uma doutrina que exige a participação da sociedade na condução dos assuntos de seu governo, tornou-se na realidade uma doutrina manipulada por elites políticas e religiosas para garantir seus interesses econômicos, sociais e políticos às custas de outros segmentos da sociedade".

### Islã sunita
As deliberações dos califados, mais notavelmente o Califado Ortodoxo, não eram democráticas no sentido moderno, ao contrário, o poder de decisão estava com um conselho de companheiros notáveis e confiáveis de Maomé e representantes de diferentes tribos (a maioria deles selecionados ou eleitos dentro de suas tribos).
No início do califado islâmico, o chefe de estado, o califa, tinha uma posição baseada na noção de sucessor da autoridade política de Maomé, que, segundo os sunitas, era idealmente eleito pelo povo ou seus representantes, como era o caso da eleição de Abacar, Omar, Otomão e Ali como califas. Depois desses califas, califados da Idade de Ouro Islâmica tiveram um grau muito menor de participação coletiva, mas como "ninguém era superior a ninguém, exceto com base na piedade e virtude" no islã e seguindo o exemplo de Maomé, os governantes islâmicos posteriores frequentemente realizavam consultas públicas com o povo.
O poder legislativo do califa (ou mais tarde, do sultão) sempre foi restringido pela classe erudita, os ulemás, grupo considerado guardião da lei islâmica. Como a lei vinha dos estudiosos do direito, isso impedia o califa de ditar resultados legais. As decisões da sharia foram estabelecidas como autorizadas com base no ijma (consenso) de estudiosos do direito, que teoricamente atuaram como representantes da Umma (comunidade muçulmana). Depois que as faculdades de direito (madraças) se espalharam a partir do século XI e XII d.C., um aluno muitas vezes tinha que obter um ijaza-t al-tadris wa-l-ifta ("licença para ensinar e emitir pareceres jurídicos") para emitir decisões legais. De muitas maneiras, a lei islâmica clássica funcionava como uma lei constitucional.
O estudioso islâmico de Bangladesh, Khandaker Abdullah Jahangir, disse em uma entrevista acadêmica sobre o islã e a democracia que:
Soberania significa propriedade. Isso é simples: soberano significa dono. Por exemplo, eu sou o dono desta terra, o que é verdade. Posso erguer um prédio aqui, posso demoli-lo, posso fazer divisórias e posso vendê-lo. Eu tenho esta propriedade. Mais uma vez, esta terra pertence a Alá. Isso também é verdade. E o fato é que, de acordo com o islã, com esta terra posso fazer muitas coisas, mas não posso fazer um bordel aqui. A propriedade das pessoas é limitada; A propriedade de Alá é suprema sobre todos os outros soberanos. Minha propriedade é mundana, e se eu colocá-la acima de Alá, estarei ofendendo a Alá. Da mesma forma, as pessoas são donas do país [...] Aqueles que dizem que é anti-islâmico dizer que as pessoas são soberanas e que são a fonte de todos os poderes, não concordo com eles. Aqui por poder, não significa poder em relação a chuvas torrenciais, ou doenças, significa poder de ministros, primeiro-ministro e acima de tudo poder de Estado. Esse poder realmente pertence às pessoas. No islã, o poder será alcançado pelo consentimento do povo. Se em uma sociedade os chefes das tribos consentem e as massas concordam com isso, tudo bem, isso é democracia. A participação e participação das pessoas é obrigatória no islã, que é a democracia. Portanto, as pessoas são as donas do Estado e as pessoas são a fonte do poder, não é contraditório ao islã. No entanto, se alguém pensa que esta propriedade significa que qualquer um pode fazer qualquer coisa; pode (se) tornar um haraam [...] então obviamente é anti-islâmico.

#### Visão salafista
Os estudiosos salafistas opinam que a democracia é haraam no islã, mas legitimam a oportunidade de usar a democracia para chegar ao poder e votar para estabelecer o domínio islâmico e encorajar a votação para escolher o "melhor entre os males", entre esses estudiosos está Sheik Abd al-Aziz bin Baz, Sheik Muhammad ibn Uthaymeen, Abdullah al-Ghudayyan, Abdullah Quyud, Abdur Razzaq Afifi e os estudiosos da Arábia Saudita: Grande Mufti Sheik Abdul Aziz Ash-Shaikh, Sheik Abdul Muhsin Al-Abbad, Sha Wasiullah Abbas e o painel fatwa de estudiosos mais sênior da Arábia Saudita "Comitê Permanente para Pesquisa Acadêmica e Ifta". Todos ecoaram apelos semelhantes para encorajar os muçulmanos a votar.

### Islã xiita
De acordo com o entendimento xiita, Maomé nomeou como seu sucessor (como líder, sendo Maomé o último profeta), seu genro e primo Ali. Portanto, os três primeiros dos quatro califas eleitos reconhecidos como "corretamente guiados" pelos sunitas (sendo Ali o quarto), são considerados usurpadores apesar de "eleitos" por algum tipo de deliberação conciliar (o que os xiitas não aceitam como representante da sociedade muçulmana da época). O maior agrupamento xiita (o xiismo duodecimano) reconhece uma série de doze imames, o último dos quais (Muhammad al-Mahdi, o Imame Oculto) ainda está vivo e os xiitas esperam por seu "reaparecimento".

## Pontos de vista do público muçulmano em geral
John Louis Esposito e Natana J. DeLong-Bas distinguem quatro atitudes em relação ao islã e à democracia proeminentes entre os muçulmanos hoje:
- A defesa de ideias democráticas, muitas vezes acompanhadas pela crença de que são compatíveis com o islã, que podem desempenhar um papel público dentro de um sistema democrático, como exemplificado por muitos manifestantes que participaram dos levantes da Primavera Árabe;
- Apoio a procedimentos democráticos como eleições, combinado com objeções religiosas ou morais a alguns aspectos da democracia ocidental vistos como incompatíveis com a sharia, como exemplificado por estudiosos islâmicos como Yusuf al-Qaradawi;
- Rejeição da democracia como uma importação ocidental e defesa de instituições islâmicas tradicionais, como shura (consulta) e ijma (consenso);
- Crença de que a democracia exige restringir a religião à vida privada, mantida por uma minoria no mundo muçulmano.

Pesquisas realizadas pela Gallup e pela Pew Research Center em países de maioria muçulmana indicam que a maioria dos muçulmanos não vê contradição entre valores democráticos e princípios religiosos, não desejando nem uma teocracia nem uma democracia laica, mas sim um modelo político onde instituições e valores democráticos possam coexistir com os valores e princípios do islã.